# Adalbert von Preußen
Adalbert Ferdinand Berengar Viktor von Preußen (ur. 14 lipca 1884 w Poczdamie, Niemcy; zm. 22 września 1948 w La Tour-de-Peilz, Szwajcaria) – książę Prus.

## Życiorys
Książę Adalbert był synem ostatniego cesarza Niemiec Wilhelma II i jego pierwszej żony Augusty Wiktoriii ze Szlezwika-Holsztynu-Sonderburga-Augustenburga. Na chrzcie z uwagi na wielki sentyment ojca do marynarki wojennej otrzymał imię „Adalbert”, tak samo jak bratanek cesarza Wilhelma I, współtwórca i budowniczy floty pruskiej. Dzieciństwo i młodość spędził wraz z rodzeństwem w Pałacu Sanssouci. Nauki, podobnie jak bracia, przyjmował prywatnie podczas pobytu w Domu Książęcym w Plön. Od 31 maja 1894 wstąpił do Kaiserliche Marine (niem. Cesarska Marynarka Wojenna). Wstąpił do szkoły marynarki wojennej w Kilonii, gdzie kształcony był na oficera cesarskiej floty.
Podczas I wojny światowej pełnił służbę na wielu jednostkach. Najpierw na okręcie liniowym SMS Kaiser jako oficer nawigacyjny. Potem już jako dowódca na SMS Danzig, niemieckim lekkim krążowniku typu Bremen aż do końca wojny. Po zakończeniu wojny zrezygnował z dalszej czynnej służby wojskowej. Wyjechał wraz z rodziną z Kilonii i zamieszkał w pałacu Bad Homburg. Nie prowadził w tym okresie żadnej działalności publicznej. Zły stan zdrowia żony zmuszał Adalberta do częstych wyjazdów do Szwajcarii. Ostatecznie książę przeniósł się tam na stałe. Zamieszkał w La Tour-de-Peilz nad Jeziorem Genewskim, gdzie zmarł 22 września 1948 roku w wieku 64 lat.

## Małżeństwo i rodzina
3 sierpnia 1914 w Wilhelmshaven, Niemcy, ożenił się z księżniczką Adelajdą „Adą” Anną z Saksonii-Meiningen (ur. 16 sierpnia 1891; zm. 25 kwietnia 1971). Mieli trójkę dzieci:
- Viktoria Marina (ur. i zm. 4 września 1915);
- Viktoria Marina (ur. 11 września 1917; zm. 21 stycznia 1981), wyszła za mąż za amerykańskiego adwokata, mieli dzieci;
- Wilhelm Viktor (ur. 15 lutego 1919; zm. 7 lutego 1989), 20 lipca 1944 roku w Donaueschingen ożenił się z hrabiną Marią Antoniną Hoyos (ur. 27 czerwca 1920; zm. 1 marca 2004), mieli dwójkę dzieci.

## Genealogia
| Prapradziadkowie | król pruski Fryderyk Wilhelm III Hohenzollern (1770–1840) ∞1793 Luiza Augusta z Meklemburgii-Strelitz (1776–1810)                        | wielki książę Sachsen-Weimar-Eisenach Karol II Fryderyk z Saksonii-Weimar-Eisenach (1783–1853) ∞1804 Maria Pawłowna Romanowa (1786–1859) | książę Sachsen-Coburg-Gotha Ernest I z Saksonii-Coburga-Gothy (1784–1844) ∞1817 Ludwika Dorota z Saksonii-Gothy-Altenburga (1800–1831)   | Edward August Hanowerski (1767–1820) ∞1818 Wiktoria z Saksonii-Coburga-Saalfeld (1786–1861)                                              | książę Szlezwika-Holsztynu Fryderyk Chrystian II ze Szlezwika-Holsztynu-Sonderburg-Augustenburg (1765–1814) ∞1786 Luiza Augusta Oldenburg (1771–1843)           | Chrystian Konrad Danneskjold-Samsøe (?–?) ∞? NN | Karol Ludwik zu Hohenlohe-Langenburg (1762–1825) ∞1786 Amalie Henriette zu Solms-Baruth (1768−1847)                                                             | Emich Carl zu Leiningen (1763–1814) ∞1803 Wiktoria z Saksonii-Coburga-Saalfeld (1786–1861)                                                                      |                                   |
| Pradziadkowie    | cesarz niemiecki Wilhelm I Hohenzollern (1797–1888) ∞1829 Augusta z Saksonii-Weimaru-Eisenach (1776–1810)                                | cesarz niemiecki Wilhelm I Hohenzollern (1797–1888) ∞1829 Augusta z Saksonii-Weimaru-Eisenach (1776–1810)                                | Albert z Saksonii-Coburga-Gothy (1783–1853) ∞1840 królowa Wielkiej Brytanii Wiktoria I Wielka (1819–1901)                                | Albert z Saksonii-Coburga-Gothy (1783–1853) ∞1840 królowa Wielkiej Brytanii Wiktoria I Wielka (1819–1901)                                | książę Szlezwika-Holsztynu Chrystian August II ze Szlezwika-Holsztynu-Sonderburg-Augustenburg (1798–1869) ∞ 1820 Ludwika Zofia Danneskjold-Samsøe (1796–1867)   | książę Szlezwika-Holsztynu Chrystian August II ze Szlezwika-Holsztynu-Sonderburg-Augustenburg (1798–1869) ∞ 1820 Ludwika Zofia Danneskjold-Samsøe (1796–1867)   | Ernest zu Hohenlohe-Langenburg (1794–1860) ∞1828 Anna Teodora zu Leiningen (1807–1872)                                                                          | Ernest zu Hohenlohe-Langenburg (1794–1860) ∞1828 Anna Teodora zu Leiningen (1807–1872)                                                                          |                                   |
| Dziadkowie       | cesarz niemiecki Fryderyk III Hohenzollern (1831–1888) ∞1858 Wiktoria Adelajda z Saksonii-Coburg-Gotha (1840-1901)                       | cesarz niemiecki Fryderyk III Hohenzollern (1831–1888) ∞1858 Wiktoria Adelajda z Saksonii-Coburg-Gotha (1840-1901)                       | cesarz niemiecki Fryderyk III Hohenzollern (1831–1888) ∞1858 Wiktoria Adelajda z Saksonii-Coburg-Gotha (1840-1901)                       | cesarz niemiecki Fryderyk III Hohenzollern (1831–1888) ∞1858 Wiktoria Adelajda z Saksonii-Coburg-Gotha (1840-1901)                       | książę Szlezwika-Holsztynu Fryderyk VIII ze Szlezwika-Holsztynu-Sonderburg-Augustenburg (1829–1880) ∞1856 Adelajda Wiktoria zu Hohenlohe-Langenburg (1835–1900) | książę Szlezwika-Holsztynu Fryderyk VIII ze Szlezwika-Holsztynu-Sonderburg-Augustenburg (1829–1880) ∞1856 Adelajda Wiktoria zu Hohenlohe-Langenburg (1835–1900) | książę Szlezwika-Holsztynu Fryderyk VIII ze Szlezwika-Holsztynu-Sonderburg-Augustenburg (1829–1880) ∞1856 Adelajda Wiktoria zu Hohenlohe-Langenburg (1835–1900) | książę Szlezwika-Holsztynu Fryderyk VIII ze Szlezwika-Holsztynu-Sonderburg-Augustenburg (1829–1880) ∞1856 Adelajda Wiktoria zu Hohenlohe-Langenburg (1835–1900) |                                   |
| Rodzice          | cesarz niemiecki Wilhelm II Hohenzollern (1859–1941) ∞1881 Augusta Wiktoria ze Szlezwika-Holsztynu-Sonderburga-Augustenburga (1858–1921) | cesarz niemiecki Wilhelm II Hohenzollern (1859–1941) ∞1881 Augusta Wiktoria ze Szlezwika-Holsztynu-Sonderburga-Augustenburga (1858–1921) | cesarz niemiecki Wilhelm II Hohenzollern (1859–1941) ∞1881 Augusta Wiktoria ze Szlezwika-Holsztynu-Sonderburga-Augustenburga (1858–1921) | cesarz niemiecki Wilhelm II Hohenzollern (1859–1941) ∞1881 Augusta Wiktoria ze Szlezwika-Holsztynu-Sonderburga-Augustenburga (1858–1921) | cesarz niemiecki Wilhelm II Hohenzollern (1859–1941) ∞1881 Augusta Wiktoria ze Szlezwika-Holsztynu-Sonderburga-Augustenburga (1858–1921)                        | cesarz niemiecki Wilhelm II Hohenzollern (1859–1941) ∞1881 Augusta Wiktoria ze Szlezwika-Holsztynu-Sonderburga-Augustenburga (1858–1921)                        | cesarz niemiecki Wilhelm II Hohenzollern (1859–1941) ∞1881 Augusta Wiktoria ze Szlezwika-Holsztynu-Sonderburga-Augustenburga (1858–1921)                        | cesarz niemiecki Wilhelm II Hohenzollern (1859–1941) ∞1881 Augusta Wiktoria ze Szlezwika-Holsztynu-Sonderburga-Augustenburga (1858–1921)                        |                                   |
| Probant          | Adalbert Hohenzollern (1884-1948) | Adalbert Hohenzollern (1884-1948) | Adalbert Hohenzollern (1884-1948) | Adalbert Hohenzollern (1884-1948) | Adalbert Hohenzollern (1884-1948) | Adalbert Hohenzollern (1884-1948) | Adalbert Hohenzollern (1884-1948) | Adalbert Hohenzollern (1884-1948) | Adalbert Hohenzollern (1884-1948) |